# Péter Szilágyi
Péter Szilágyi (ur. 26 stycznia 1988 w Debreczynie) – węgierski piłkarz, występujący na pozycji napastnika.